# Іоанн (Смирнов)
Іоанн (Смирнов) (*5 вересня (24 серпня) 1844 — †14 жовтня 1919) — архієрей Російської православної церкви та її Українського екзархату. Хіротонізований 1902.

## Життєпис

### Діяльність на Полтавщині
Від 4 лютого 1904 до серпня 1910 року був єпископом Полтавським і Переяславським. За його участі у Полтаві створено церковно-археологічний комітет, головою якого він був і церковне давньосховище, відкрито музей на Шведській могилі, перенесено з Ромен Покровську церкву.